# 北臺灣七大學聯合路跑賽
溜溜滬尾、U9久久-優九聯盟2016路跑賽，原名北臺灣七大學聯合路跑賽（英語：BIG 7 RUN），是一個由優九聯盟举办的路跑（Mini Marathon）比赛。

## 沿革
- 2013年，北臺灣七大學研議「聯合採購消耗品」[1]。
- 2014年，北臺灣七大學首屆「聯合路跑賽」。輔仁大學主辦，新北市政府協辦。
- 2016年，北臺灣九大學組成「優九聯盟」，活動易名「溜溜滬尾、U9久久-優九聯盟2016路跑賽」。

## 成員學校
以校本部區分，共計臺北市5校、新北市2校。
凡參加者皆獲贈adidas紀念T恤，各校T恤皆有專屬代表色。社會人士參賽者（公開組）為白色T恤。
| # | 學校名稱     | 校本部       | 識別 | 規模                         | 網址                       |
| - | ------------ | ------------ | ---- | ---------------------------- | -------------------------- |
| 1 | 東吳大學     | 臺北市士林區 | SCU  | 學院：6。學生：約14790人。   | 首頁                       |
| 2 | 輔仁大學     | 新北市新莊區 | FJU  | 學院：11。學生：約26,436人。 | 首頁（页面存档备份，存于） |
| 3 | 實踐大學     | 臺北市中山區 | USC  | 學院：3。學生：約9,538。     | 首頁（页面存档备份，存于） |
| 4 | 中國文化大學 | 臺北市士林區 | PCCU | 學院：12。學生：約26,468人。 | 首頁（页面存档备份，存于） |
| 5 | 銘傳大學     | 臺北市士林區 | MCU  | 學院：10。學生：約20,708人。 | 首頁（页面存档备份，存于） |
| 6 | 世新大學     | 臺北市文山區 | SHU  | 學院：4。學生：約11,154人。  | 首頁（页面存档备份，存于） |
| 7 | 淡江大學     | 新北市淡水區 | TKU  | 學院：8。學生：約27,491人。  | 首頁（页面存档备份，存于） |

## 類似競賽
- 日本：全国七大学综合体育大会
- 南臺灣：正興城灣盃

## 註腳
1. ↑  .   [2014-03-27]. （原始内容存档于2014-04-18）.

## 外部連結
- 溜溜滬尾、U9久久-優九聯盟2016路跑賽
- 北臺灣七大學聯合路跑賽 公開組 報名專區（页面存档备份，存于）
- 2014 北臺灣七大學聯合路跑賽 - 賽事資訊